# 陳元鼎
陳元鼎，字芰裳，號實庵，浙江錢塘（今屬杭州市）人。清朝翰林。

## 生平
元鼎於道光二十七年（1847年）考中丁未科二甲第十五名進士，改庶吉士，散館授翰林院編修。工詩詞，後浪跡江淮以終。著有《实庵存稿》、《同夢樓詞》。